# Ananda Mahidol
Ananda Mahidol (Rama VIII) nom real พระบาทสมเด็จพระปรเมนทรมหาอานันทมิหดล พระอัฐมรามาธิบดินทร, Phrabat Somdet Phra Poramentharamaha Ananda Mahidol Phra Atthama Ramathibodin (Heidelberg, Alemanya, 1925 - Bangkok, Tailàndia, 1946), fou el rei de Tailàndia des de 1935 fins al 1946. Fou el 8è rei de la dinastia Chakri.
Va morir el 9 de juny de 1946 a causa de l'intent d'assassinat d'un home armat M1911 a l'edat de 20 anys.